# Linha 52 do Metro de Amesterdão

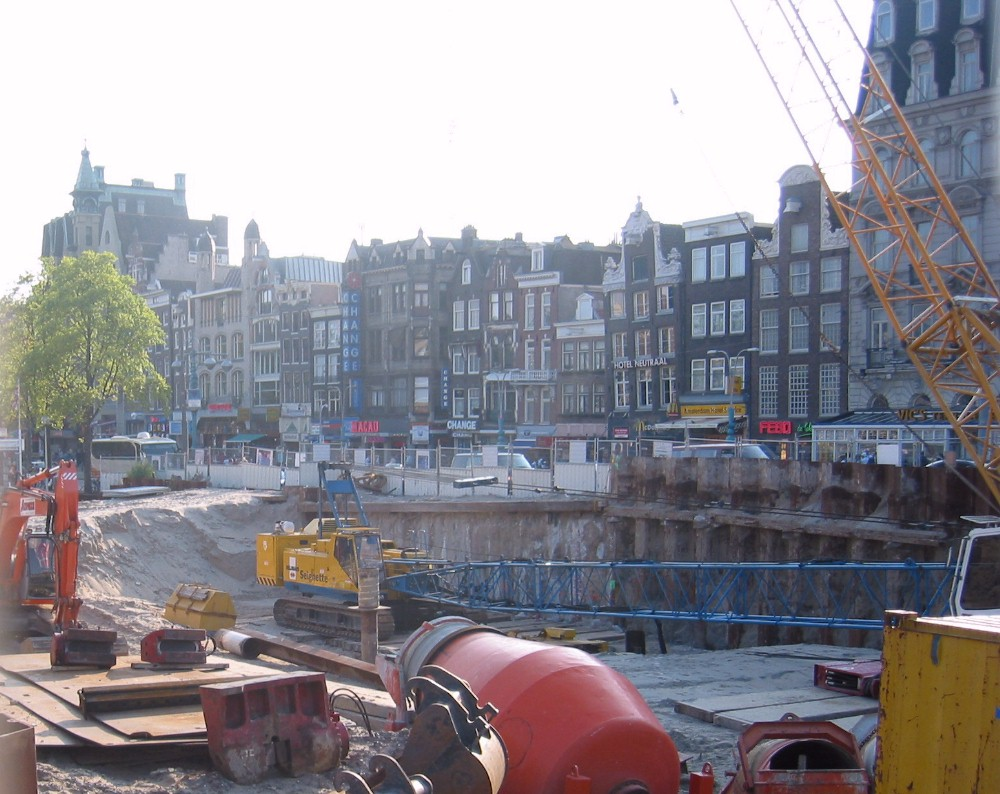
Obras da linha 52.

A linha 52 será a quinta linha do metro de Amsterdão, nos Países Baixos. Irá circular entre as estações de Noord e  Zuid, passando pela Centraal Station. Quando for terminada terá 8 estações e estima-se que estará concluída e pronta a funcionar em Julho de 2012. Esta nova linha fará a ligação entre o centro e a parte nordeste da cidade, passando pela baía de IJ. Eventualmente, a linha poderá ser expandida até ao Aeroporto Internacional de Amsterdão.